# IC 225
IC 225 — галактика типу E (еліптична галактика) у сузір'ї Кит.
Цей об'єкт міститься в оригінальній редакції індексного каталогу.